# Teksańska masakra piłą mechaniczną: Początek
Teksańska masakra piłą mechaniczną: Początek (ang. The Texas Chainsaw Massacre: The Beginning) – amerykański horror z 2006 roku w reżyserii Jonathana Liebesmana. Prequel Teksańskiej masakry piłą mechaniczną Marcusa Nispela (2003). Akcja filmu ma miejsce cztery lata przed wydarzeniami ukazanymi w filmie Nispela.
Przy budżecie szesnastu milionów dolarów amerykańskich, w samych Stanach Zjednoczonych film zainkasował ponad pięćdziesiąt jeden milionów dolarów. Film spotkał się z różnorodnymi opiniami krytyki.

## Opis fabuły
7 sierpnia 1939 roku, Travis County w centralnym Teksasie. Pracownica miejscowej rzeźni, Sloane (L.A. Calkins), rodzi w miejscu pracy dziecko, a wkrótce po wydaniu go na świat umiera. Chłopiec jest zdeformowany i odrażający, z tego powodu bezduszny kierownik (Tim De Zarn) będący świadkiem narodzin pozostawiają go na śmietnisku. Tam też odnajduje go mieszkająca w okolicy Luda Mae Hewitt (Marietta Marich), która przygarnia go do domu i zostaje jego przybraną matką dając mu imię Thomas. W 1967 roku mający skłonności sadystyczne Thomas (Andrew Bryniarski) zatrudnia się w tej samej rzeźni, w której się urodził. W lipcu roku 1969 rzeźnia zostaje zamknięta przez Teksański Departament Zdrowia, a Travis County powoli pustoszeje.
Tymczasem Eric (Matthew Bomer) i jego młodszy brat Dean (Taylor Handley) wkrótce wyjeżdżają, by wziąć udział w wojnie w Wietnamie. Zanim opuszczą Stany Zjednoczone, wybierają się jeszcze w fascynującą podróż ze swoimi dziewczynami – Chrissie (Jordana Brewster) i Bailey (Diora Baird). Bailey nie chce, by Dean brał udział w wojnie i za jej namową chłopak niszczy kartę powołania do wojska. W międzyczasie Thomas dokonuje swojego pierwszego mordu – zabija kierownika będącego na swym stanowisku od lat. Gdy miejscowy szeryf Winston Hoyt (Lew Temple) zamierza go aresztować, biologiczny syn Ludy Mae – Charlie (R. Lee Ermey) zabija funkcjonariusza i przyjmuje jego tożsamość.
Przejeżdżając przez teksańską prowincję, Eric, Dean, Bailey i Chrissie ulegają wypadkowi, spowodowanemu przez motocyklistkę Alex (Cyia Batten). Charlie uważający się za szeryfa zabija Alex i zabiera rannych Erica, Deana i Bailey do swojego rodzinnego domu na odludziu, gdzie wychowuje się z kolei psychopatyczny Thomas. Porwania cudem unika leżąca w wysokiej trawie Chrissie, która ukrywając w jeepie holowanym przez Monty'ego, wuja Charliego odkrywa, gdzie są jej przyjaciele. Chrissie decyduje się sprowadzić do domu Hewittów pomoc, by odbić przyjaciół.  Charlie przedstawia Ericowi i Deanowi genezę swoich kanibalistycznych skłonności – jak się okazuje, podczas wojny koreańskiej był jeńcem wojennym; po kilku dniach głodówki żołnierze postanowili zjeść mięso jednego ze współwięźniów.
Charlie znęca się nad braćmi. Pozwala Deanowi odejść wolno pod warunkiem, że ten wykona dziesięć pompek. W trakcie spełniania polecenia kat bije jednak chłopaka do nieprzytomności. Gdy Ericowi udaje się uwolnić z więzów, rusza na pomoc Bailey, przywiązanej do kuchennego stołu w rezydencji Hewittów. Bailey wbiega do samochodu stojącego przed domem i odpala wóz, by odebrać jeszcze chłopców. Podczas jazdy na auto napada Thomas, który za pomocą haka wyciąga ją z pędzącego pojazdu. Bailey zostaje z powrotem zabrana do domu Hewittów, podobnie jak Eric, natomiast Dean wpada w sidła myśliwskie.
Wieczorem w posiadłości zjawiają się Chrissie i napotkany na drodze motocyklista Holden (Lee Tergesen). Mężczyzna ginie jednak z rąk Hewittów. Tymczasem Chrissie jest świadkiem zabójstwa Erica, któremu w piwnicy Thomas najpierw obdziera rękę ze skóry, następnie zabija go i pozbawia twarzy. Odcięta twarz od tej chwili ma mu służyć za maskę. Podłamana Chrissie następnie usiłuje uratować Bailey, uwięzioną na piętrze, lecz zostaje schwytana przez Charliego. Gdy Chrissie odzyskuje przytomność, jest przywiązana do krzesła w kuchni Hewittów w towarzystwie Bailey i nieprzytomnego Deana. Psychopaci szykują uroczystą kolację, której głównym daniem ma być ludzkie mięso. Bailey została pozbawiona przez Charliego języka i zębów, a ostatecznie Thomas podrzyna jej gardło przy użyciu nożyc.
Thomas znosi Chrissie na parter, lecz dziewczynie udaje się go obezwładnić i wybiec z posiadłości. Dean budzi się i brutalnie bije Charliego do nieprzytomności. Thomas rozpoczyna pogoń z piłą mechaniczną za niedoszłą ofiarą i dwójka trafia do nieczynnej już rzeźni. Tam Chrissie zostaje uratowana z opresji przez Deana, jednak Thomas morduje go piłą mechaniczną. Chrissie pospiesznie wsiada do zaparkowanego przed rzeźnią samochodu i odpala wóz. Gdy już wydaje się, że uda jej się zbiec z koszmarnej prowincji, okazuje się, że na tylnym siedzeniu ukrywa się Thomas, który również ją zabija piłą.

## Obsada
- Jordana Brewster jako Chrissie
- R. Lee Ermey jako Charlie Hewitt Jr. / szeryf Hoyt
- Matthew Bomer jako Eric Hill
- Diora Baird jako Bailey
- Taylor Handley jako Dean Hill
- Andrew Bryniarski jako Thomas Hewitt
- Marietta Marich jako Luda Mae Hewitt
  - Allison Marich jako młoda Luda Mae Hewitt

- Terrence Evans jako Monty Hewitt
- Kathy Lamkin jako „Tea Lady” Hewitt
- Cyia Batten jako Alex
- Lee Tergesen jako Holden
- Lew Temple jako szeryf Winston Hoyt
- L.A. Calkins jako Sloane
- Tim De Zarn jako kierownik rzeźni
- Marcus H. Nelson jako Lackey
- John Larroquette jako narrator (głos)

Źródło: 